# رياب (غناباد)
رياب (بالفارسية: ریاب) هي قرية تقع في منطقة مركزية ريفية في إيران. يقدر عدد سكانها بـ 874 نسمة بحسب إحصاء 2016.